# Charlottenburg
Charlottenburg ou Charlotemburgo é um dos 7 bairros de Charlottenburg-Wilmersdorf, distrito de Berlim.

## Museus
- Museum Berggruen de arte moderna
- Museum Scharf-Gerstenberg de arte surrealista

ambos localizados nas antigas barracas da Garde du Corps no Palácio de Charlottenburg, construído por Friedrich August Stüler em 1859
- Museum für Vor- und Frühgeschichte (Museum for Pre- and Early History)
- Museum of Photography and Helmut Newton Foundation, next to Bahnhof Zoo
- Bröhan Museum for Art Nouveau and Art Deco
- Literaturhaus Berlin and

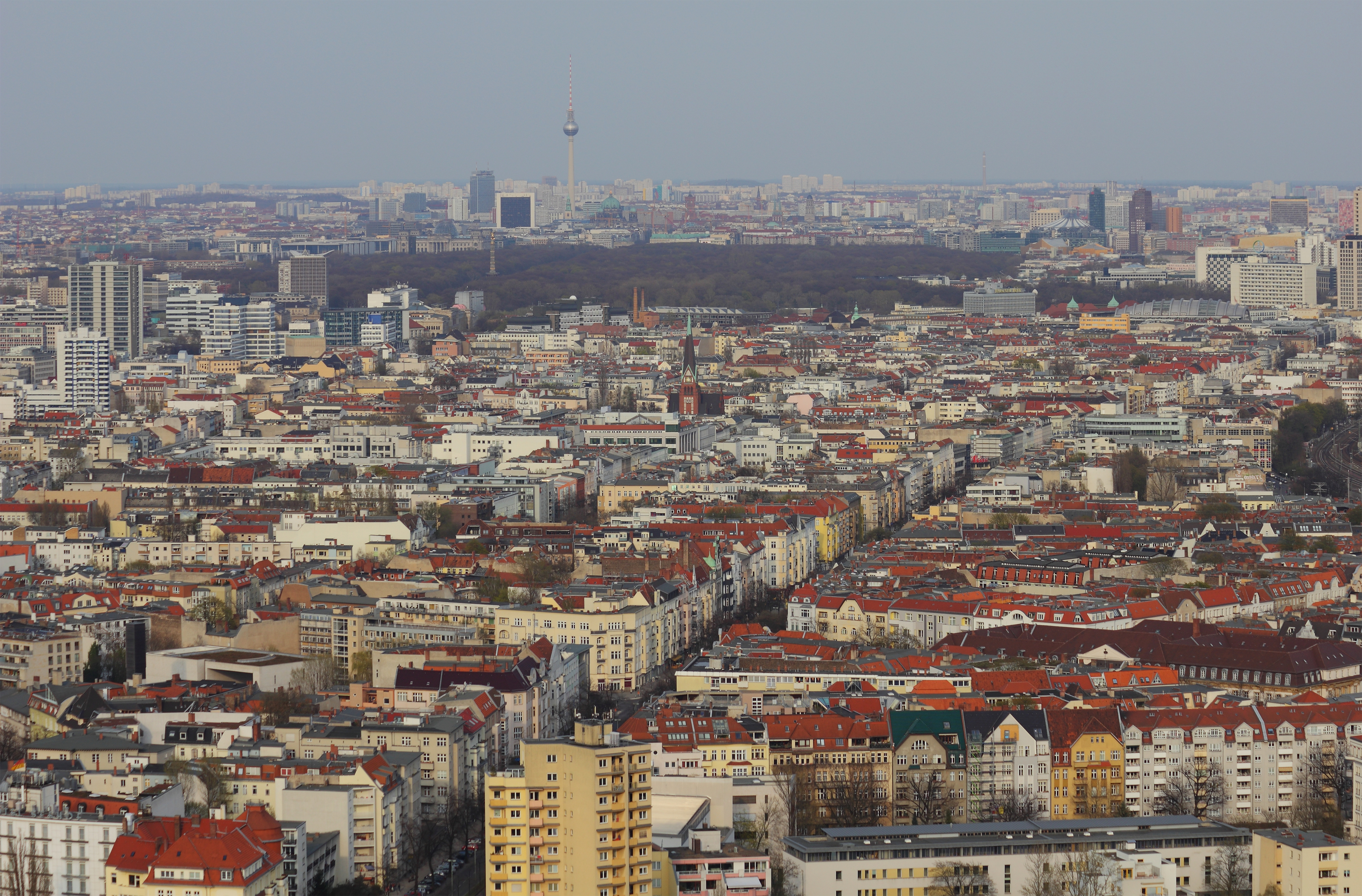
Fotografia obtida a partir da Torre de Rádio de Berlim

- Fotografia obtida a partir da Torre de Rádio de BerlimKäthe Kollwitz Museum on Fasanenstraße
- Gipsformerei (Replica workshop) of the Berlin State Museums
- Beate Uhse Erotic Museum